# 音乐的奉献
音乐的奉献（德語：Musikalisches Opfer,  BWV 1079）是由约翰·塞巴斯蒂安·巴赫创作的一组卡农和赋格键盘曲集。整部作品的音乐主题为一段六声部里切尔卡，是由普鲁士国王腓特烈二世指定的。巴赫也将这段旋律称作“普鲁士赋格”。侯世达获得普利策奖的著作哥德尔、埃舍尔、巴赫开篇展现了这段乐谱。

## 历史
该作创作的契机来自巴赫与腓特烈二世在1747年5月7日波茨坦国王住处的一次会面。当时，老巴赫的儿子C.P.E.巴赫受聘为国王的宫廷乐师。席间，国王向老巴赫展示了它拥有的一架当时新引进的早期钢琴。据记载国王当时收集了数件实验乐器。由于巴赫以作曲闻名，国王提供给他一段长而复杂的音乐主题，命他作一首三声部赋格。巴赫完成了此任务，国王又让他用同样的主题谱一首更复杂的六声部赋格。当代评论认为腓特烈二世当时目的可能在于羞辱和贬低哲学家和艺术家。巴赫回答说他需要时间作曲，并答应如果作品完成，将寄给国王。他回到莱比锡，写下“Thema Regium”（“国王的主题”）：
两个月后，巴赫完成了这部作品，提名为“国王所给的主题，有附加的，卡农风格”（拉丁語："Regis Iussu Cantio Et Reliqua Canonica Arte Resoluta"，首字母恰好组成里切尔卡(ricercar)，是当时流行的一种音乐体裁。这组曲就是今日所称的“音乐的奉献”。
“国王的主题”出现在1788年左右弗里德里希·威廉·卢斯特创作的《d小调第七奏鸣曲》第一和最后乐章的主题。同时是乔万尼·帕伊谢洛的"Les Adieux de la Grande Duchesse de Russies"（告别俄罗斯女皇，该曲为纪念离开叶卡捷琳娜二世宫廷乐队所创作）中主题的细微变形。

## 构成
完整的《音乐的奉献》由以下曲目构成：
- 两首里切尔卡（体裁后的数字表示声部数）：
  - Ricercar a 6 (六声部里切尔卡)
  - Ricercar a 3 (三声部里切尔卡)
- 十首卡农：
  - 国王主题的不同变化：
    - 2 Canons a 2 (著名的逆行卡农)
    - Canon a 2, per motum contrarium
    - Canon a 2, per augmentationem, contrario motu
    - Canon a 2, per tonos

  - Canon perpetuus
  - Fuga canonica in Epidiapente
  - Canon a 2 "Quaerendo invenietis"
  - Canon a 4
  - Canon perpetuus, contrario motu
- 一首以长笛为特色的三重奏奏鸣曲，长笛是腓特烈二世演奏的乐器，该曲由四个乐章组成：
  - 广板
  - 快板
  - 行板
  - 快板